# Eegah
Eegah (talvolta stilizzato in Eegah! e conosciuto anche come Eegah: The Name Written in Blood) è un film horror del 1962 diretto da Arch Hall Sr. (con lo pseudonimo Nicholas Merriwether). È un B-movie, annoverato tra i peggiori film mai girati nella storia del cinema. Inedito in Italia fino al 2023, nel 1978 è stato inserito nella lista dei 50 peggiori film di sempre nel libro The Fifty Worst Films of All Time.

## Trama
Una sera dopo aver fatto shopping, Roxy Miller sta guidando verso una festa attraverso il deserto della California quando per poco non investe con la sua auto Eegah, un cavernicolo gigante. Poco dopo, la ragazza racconta al suo ragazzo Tom Nelson e a suo padre Robert Miller del gigante. Suo padre, scrittore di libri d'avventura, decide di andare nel deserto per cercare la creatura ed eventualmente fotografarla. Quando il padre sparisce, Tom e Roxy vanno a cercarlo.
Roxy viene quindi rapita da Eegah e portata nella sua caverna mentre Tom la cerca. Nella grotta di Eegah, Roxy si riunisce con suo padre, che le dice che ha iniziato a comunicare con l'uomo delle caverne e ha sviluppato una teoria sull'incredibile longevità della creatura. Quando un vivace Eegah esprime quello che sembra essere un interesse romantico per Roxy, suo padre, temendo che la creatura possa ucciderli entrambi se viene respinta, le suggerisce di sopportarne il più possibile. Eegah non prova mai nulla di troppo esplicito, però, e Roxy finisce persino per fargli la barba prima che Tom arrivi e aiuti i Miller a scappare. Eegah li segue di nuovo alla civiltà, ne segue uno scontro finale ed Eegah viene ucciso.

## Produzione
Dopo il successo finanziario del suo primo film nel genere drive-in/delinquenza minorile, The Choppers, Arch Hall Sr. riuscì a finanziare Eegah, un film che avrebbe avuto come protagonista suo figlio, Arch Hall Jr., che aveva ottenuto un certo successo con il cantautore Alan O'Day sulla scena rock and roll/surf rock di Los Angeles. Hall Sr. co-sceneggiò il film insieme a Bob Wehling, lo diresse con lo pseudonimo di "Nicholas Merriweather" e recitò accanto al figlio con lo pseudonimo di "William Watters". Mentre la musica di repertorio utilizzata per la colonna sonora del film venne fornita da André Brummer (con lo pseudonimo di "Henri Price"), un O'Day non accreditato finì per essere il montatore musicale di Eegah.
Hall Sr. cercò di creare per suo figlio un personaggio cinematografico in stile Elvis Presley e si assicurò che Eegah fosse costellato di diverse canzoni rock and roll (tra cui due canzoni da lui scritte intitolate Vicky e Valerie). Il film tentò di introdurre elementi dei tradizionali generi horror e commedia giovanile, anticipando il genere "festa in spiaggia" degli anni '60. Uno dei membri della band rock and roll mostrata nel film era Deke Lussier, che, con il nome di Deke Richards, divenne in seguito un autore di canzoni e produttore discografico molto stimato alla Motown Records.
La società di Hall Sr., la Fairway-International Pictures, con sede a Burbank, in California, era anche la residenza di Hall e fu utilizzata per diverse location del film, tra cui l'appartamento dei Miller.
L'assistente operatore Ray Dennis Steckler appare nel film nel ruolo del signor Fischer, l'uomo dell'hotel che viene scaraventato in piscina verso la fine. Steckler, che si era precedentemente trasferito a Hollywood per diventare operatore di ripresa, esordì alla regia l'anno successivo nel film di Arch Hall Jr. Wild Guitar. Il primo lungometraggio indipendente di Steckler, The Incredibly Strange Creatures Who Stopped Living and Became Mixed-Up Zombies!!?, fu successivamente distribuito dalla Fairway-International.